# Butterfly (Album)
Butterfly (englisch für "Schmetterling") ist das sechste Studioalbum der US-amerikanischen Sängerin Mariah Carey. Es wurde am 6. September 1997 bei Columbia Records veröffentlicht.

## Entstehung
Die Arbeiten an Butterfly begannen im Januar 1997. Während des Entstehungsprozesses trennte sich Mariah Carey von ihrem Ehemann Tommy Mottola, zugleich Chef der Columbia-Mutterfirma Sony Music. Die Auswahl der Hip-Hop-Musiker wurde als eine Art Genugtuung gegenüber Mottola gesehen, der Careys Karriere seit 1988 begleitet und kontrolliert hatte. Auch seitens der Plattenfirma gab es weiterhin Besorgnis, Carey, die bestverkaufende Künstlerin, würde mit den Hip-Hop-Elementen ihren Erfolg aufs Spiel setzen. Diese Spannungen schlugen sich auch auf das Arbeitsverhältnis mit Walter Afanasieff nieder, während des Produktionsprozesses kam es zu einer hitzigen Auseinandersetzung über die musikalische Ausrichtung der Platte. Die Leadsingle Honey wurde von Carey gemeinsam mit Puff Daddy geschrieben. Die internationale Ausgabe enthielt darüber hinaus zwei von bekannten DJs remixte Versionen des Stücks. Die zweite Single Butterfly war hingegen eine Ballade, die gemeinsam mit Walter Afanasieff entstand.

## Titelliste
1. Honey (Mariah Carey, Sean Combs, Kamaal Fareed, Steven Jordan, Stephen Hague, Bobby Robinson, Ronald Larkins, Larry Price, Malcolm McLaren) – 5:00
2. Butterfly (Carey, Walter Afanasieff) – 4:35
3. My All (Carey, Afanasieff) – 3:52
4. The Roof (Back in Time) (Carey, Jean Claude Oliver, Samuel Barnes, Cory Rooney, Albert Johnson, Kejuan Waliek Muchita) – 5:14
5. Fourth of July (Carey, Afanasieff) – 4:22
6. Breakdown (Carey, Anthony Henderson, Charles Scruggs, Stevie J.) – 4:44
7. Babydoll (Carey, Missy Elliott, Rooney, Stevie J.) – 5:07
8. Close My Eyes (Carey, Afanasieff) – 4:21
9. Whenever You Call (Carey, Afanasieff) – 4:21
10. Fly Away (Butterfly Reprise) (Carey, Elton John, Bernie Taupin, David Morales) – 3:49
11. The Beautiful Ones featuring Dru Hill (Prince) – 6:59
12. Outside (Carey, Afanasieff) – 4:46
13. Honey (So So Def radio remix) (Carey, Robinson, Hague, Larkins, Price, McLaren, Freddie Perren, Alphonzo Mizell, Berry Gordy, Dennis Lussier) featuring Da Brat & JD – 3:59
14. Honey (Def Club mix) (Carey, Robinson) – 6:17

## Rezeption

### Bestenlisten und Preise
Mit Butterfly erhielt Mariah Carey bei den Billboard Music Awards den Ehren-Award, da sie „The Most Number-one Singles Ever by a Female Solo Artist in History“ erzielen konnte. Honey war bei den Grammy Awards 1998 für den Grammy Award for Best Female R&B Vocal Performance und den Grammy Award for Best R&B Song nominiert, während Butterfly für den Grammy Award for Best Female Pop Vocal Performance nominiert war. Butterfly gewann zudem den Japan Gold Disc Award in der Kategorie "International Pop Album of the Year". Für das Album Butterfly gewann Carey den American Music Award für den Favorite Soul/R&B Female Artist 1998. Das Album erhielt zudem den BMI-Pop-Award für den "Songwriter of the Year" und die "Songwriter"-Awards für "Honey", "Butterfly" und "My All". Bei den Soul Train Music Awards 1998 gewann Carey die Auszeichnungen für den "Entertainer of the Year" und die "Soul Train Lady of Soul", die ihr von Aretha Franklin überreicht wurden.
Butterfly war bei den NAACP Image Awards 1998 nominiert, als “Outstanding Female Artist”. Bei den Blockbuster Entertainment Awards wurde Carey als "Song-writer of the Year" prämiert und erhielt den Preis für den “Song of the Year”. Bei den World Music Awards 1998 gewann Carey zwei der höchsten Auszeichnungen, “World’s Best-selling R&B Artist” und “World’s Best-selling Recording Artist of the 90s”. Das Album wurde zudem in die Bestenliste der 1001 Albums You Must Hear Before You Die aufgenommen.

### Rezensionen
Jon Pareles von der New York Times sprach von einer Wende in Careys Karriere. Er bezog Songs wie Butterfly oder Close My Eyes auf die gescheiterte Beziehung zu Mottola und schrieb: “Since Carey writes her own lyrics, fans might expect a glimpse of marital discord or pride in her new-found autonomy.” („Seit Carey ihre eigenen Texte schreibt, könnten Fans einen Eindruck von ehelichem Missklang oder von Stolz über ihre neuerworbene Autonomie bekommen.“) In Entertainment Weekly vergab David Browne die Note B- (2-). Er kritisierte, dass durch die Arrangements Careys Texte manchmal schwer zu verstehen seien. Es sei nicht zu verleugnen, dass Butterfly gefällig sei, da es wenig von dem sonst bei Carey üblichen Bombast enthalte. Allerdings sei es „selbst-enthüllend“.

## Kommerzieller Erfolg

### Chartplatzierungen
Butterfly avancierte zum Nummer-eins-Album in Australien, den Niederlanden und den Vereinigten Staaten.
| ChartsChartplatzierungen       | Höchstplatzierung | Wochen |
| ------------------------------ | ----------------- | ------ |
| Deutschland (GfK)              | 7 (26 Wo.)        | 26     |
| Österreich (Ö3)                | 5 (16 Wo.)        | 16     |
| Schweiz (IFPI)                 | 3 (17 Wo.)        | 17     |
| Vereinigte Staaten (Billboard) | 1 (55 Wo.)        | 55     |
| Vereinigtes Königreich (OCC)   | 2 (31 Wo.)        | 31     |

| ChartsJahrescharts (1997)    | Platzierung |
| ---------------------------- | ----------- |
| Deutschland (GfK)            | 74          |
| Schweiz (IFPI)               | 48          |
| Vereinigtes Königreich (OCC) | 63          |

### Auszeichnungen für Musikverkäufe
Butterfly verkaufte sich laut Quellen weltweit mehr als zehn Millionen Mal. Davon sind 7,5 Millionen durch Schallplattenauszeichnungen belegt.
| Land/Region                  | Auszeichnungen für Musikverkäufe (Land/Region, Auszeichnung, Verkäufe) | Verkäufe  |
| ---------------------------- | ---------------------------------------------------------------------- | --------- |
| Australien (ARIA)            | 2× Platin                                                              | 140.000   |
| Belgien (BRMA)               | Gold                                                                   | (25.000)  |
| Brasilien (PMB)              | Gold                                                                   | 100.000   |
| Europa (IFPI)                | Platin                                                                 | 1.000.000 |
| Frankreich (SNEP)            | 2× Gold                                                                | (200.000) |
| Hongkong (IFPI/HKRIA)        | Platin                                                                 | 20.000    |
| Japan (RIAJ)                 | Diamant                                                                | 1.000.000 |
| Kanada (MC)                  | 2× Platin                                                              | 200.000   |
| Mexiko (AMPROFON)            | Gold                                                                   | 75.000    |
| Neuseeland (RMNZ)            | Platin                                                                 | 15.000    |
| Niederlande (NVPI)           | Gold                                                                   | (50.000)  |
| Polen (ZPAV)                 | Gold                                                                   | (50.000)  |
| Schweiz (IFPI)               | Gold                                                                   | (25.000)  |
| Spanien (Promusicae)         | Platin                                                                 | (100.000) |
| Vereinigte Staaten (RIAA)    | 5× Platin                                                              | 5.000.000 |
| Vereinigtes Königreich (BPI) | Platin                                                                 | (305.000) |
| Insgesamt                    | 8× Gold · 14× Platin · 1× Diamant ·                                    | 7.550.000 |

Hauptartikel: Mariah Carey/Auszeichnungen für Musikverkäufe